# 19e étape du Tour de France 2002
Pour un article plus général, voir Tour de France 2002.
La 19e étape du Tour de France 2002 a eu lieu le 27 juillet 2002 entre Régnié-Durette et Mâcon sur une distance de 50 km sous la forme d'un contre-la-montre individuel. Elle a été remportée par l'Américain Lance Armstrong (U.S. Postal Service) devant le Lituanien Raimondas Rumšas (Lampre-Daikin) et le Hongrois László Bodrogi (Mapei-Quick Step). Lance Armstrong conserve la tête du classement général et le maillot jaune à l'issue de l'étape.

## Classement de l'étape
| \| Classement de l'étape \| Classement de l'étape \| Classement de l'étape \| Classement de l'étape \| Classement de l'étape \| \| Coureur \| Coureur \| Pays \| Équipe \| Temps \| \| --------------------- \| ------------------------- \| --------------------- \| ------------------------------- \| --------------------- \| \| 1er \| Lance Armstrong \| États-Unis \| US Postal Service \| 1 h 04 min 10 s \| \| 2e \| Raimondas Rumšas \| Lituanie \| Lampre-Daikin \| + 53 s \| \| 3e \| László Bodrogi \| Hongrie \| Mapei-Quick Step \| + 1 min 06 s \| \| 4e \| David Millar \| Royaume-Uni \| Cofidis-Le Crédit par Téléphone \| + 1 min 14 s \| \| 5e \| Igor González de Galdeano \| Espagne \| ONCE-Eroski \| + 1 min 42 s \| \| 6e \| Serhiy Honchar \| Ukraine \| Fassa Bortolo \| + 1 min 43 s \| \| 7e \| Raivis Belohvoščiks \| Lettonie \| Lampre-Daikin \| + 2 min 09 s \| \| 8e \| Santiago Botero \| Colombie \| Kelme-Costa Blanca \| + 2 min 11 s \| \| 9e \| Joseba Beloki \| Espagne \| ONCE-Eroski \| + 2 min 11 s \| \| 10e \| Víctor Hugo Peña \| Colombie \| US Postal Service \| + 2 min 29 s \| |                           |             |                                 |                 |
| |                           |             |                                 |                 |
| |                           |             |                                 |                 |
| Classement de l'étape |                           |             |                                 |                 |
| Coureur | Coureur                   | Pays        | Équipe                          | Temps           |
| 1er | Lance Armstrong           | États-Unis  | US Postal Service               | 1 h 04 min 10 s |
| 2e | Raimondas Rumšas          | Lituanie    | Lampre-Daikin                   | + 53 s          |
| 3e | László Bodrogi            | Hongrie     | Mapei-Quick Step                | + 1 min 06 s    |
| 4e | David Millar              | Royaume-Uni | Cofidis-Le Crédit par Téléphone | + 1 min 14 s    |
| 5e | Igor González de Galdeano | Espagne     | ONCE-Eroski                     | + 1 min 42 s    |
| 6e | Serhiy Honchar            | Ukraine     | Fassa Bortolo                   | + 1 min 43 s    |
| 7e | Raivis Belohvoščiks       | Lettonie    | Lampre-Daikin                   | + 2 min 09 s    |
| 8e | Santiago Botero           | Colombie    | Kelme-Costa Blanca              | + 2 min 11 s    |
| 9e | Joseba Beloki             | Espagne     | ONCE-Eroski                     | + 2 min 11 s    |
| 10e | Víctor Hugo Peña          | Colombie    | US Postal Service               | + 2 min 29 s    |

## Classement général
| \| Classement général \| Classement général \| Classement général \| Classement général \| Classement général \| \| Coureur \| Coureur \| Pays \| Équipe \| Temps \| \| ------------------ \| ------------------------- \| ------------------ \| ------------------ \| ------------------ \| \| 1er \| Lance Armstrong \| États-Unis \| US Postal Service \| DQ \| \| 2e \| Joseba Beloki \| Espagne \| ONCE-Eroski \| + 7 min 17 s \| \| 3e \| Raimondas Rumšas \| Lituanie \| Lampre-Daikin \| + 8 min 17 s \| \| 4e \| Santiago Botero \| Colombie \| Kelme-Costa Blanca \| + 13 min 10 s \| \| 5e \| Igor González de Galdeano \| Espagne \| ONCE-Eroski \| + 13 min 54 s \| \| 6e \| José Azevedo \| Portugal \| ONCE-Eroski \| + 15 min 44 s \| \| 7e \| Francisco Mancebo \| Espagne \| iBanesto.com \| + 16 min 05 s \| \| 8e \| Levi Leipheimer \| États-Unis \| Rabobank \| DQ \| \| 9e \| Roberto Heras \| Espagne \| US Postal Service \| + 17 min 18 s \| \| 10e \| Carlos Sastre \| Espagne \| CSC-Tiscali \| + 19 min 05 s \| |                           |            |                    |               |
| |                           |            |                    |               |
| |                           |            |                    |               |
| Classement général |                           |            |                    |               |
| Coureur | Coureur                   | Pays       | Équipe             | Temps         |
| 1er | Lance Armstrong           | États-Unis | US Postal Service  | DQ            |
| 2e | Joseba Beloki             | Espagne    | ONCE-Eroski        | + 7 min 17 s  |
| 3e | Raimondas Rumšas          | Lituanie   | Lampre-Daikin      | + 8 min 17 s  |
| 4e | Santiago Botero           | Colombie   | Kelme-Costa Blanca | + 13 min 10 s |
| 5e | Igor González de Galdeano | Espagne    | ONCE-Eroski        | + 13 min 54 s |
| 6e | José Azevedo              | Portugal   | ONCE-Eroski        | + 15 min 44 s |
| 7e | Francisco Mancebo         | Espagne    | iBanesto.com       | + 16 min 05 s |
| 8e | Levi Leipheimer           | États-Unis | Rabobank           | DQ            |
| 9e | Roberto Heras             | Espagne    | US Postal Service  | + 17 min 18 s |
| 10e | Carlos Sastre             | Espagne    | CSC-Tiscali        | + 19 min 05 s |

## Classements annexes
| Classement par points | Classement par points | Classement par points | Classement par points | Classement par points |
| Coureur               | Coureur               | Pays                  | Équipe                | Points                |
| --------------------- | --------------------- | --------------------- | --------------------- | --------------------- |
| 1er                   | Robbie McEwen         | Australie             | Lotto-Adecco          | 239 pts               |
| 2e                    | Erik Zabel            | Allemagne             | Telekom               | 238 pts               |
| 3e                    | Stuart O'Grady        | Australie             | Crédit Agricole       | 188 pts               |
| 4e                    | Baden Cooke           | Australie             | Fdjeux.com            | 168 pts               |
| 5e                    | Ján Svorada           | Tchéquie              | Lampre-Daikin         | 136 pts               |

| Classement par points | Classement par points | Classement par points | Classement par points | Classement par points |
| Coureur               | Coureur               | Pays                  | Équipe                | Points                |
| --------------------- | --------------------- | --------------------- | --------------------- | --------------------- |
| 1er                   | Robbie McEwen         | Australie             | Lotto-Adecco          | 239 pts               |
| 2e                    | Erik Zabel            | Allemagne             | Telekom               | 238 pts               |
| 3e                    | Stuart O'Grady        | Australie             | Crédit Agricole       | 188 pts               |
| 4e                    | Baden Cooke           | Australie             | Fdjeux.com            | 168 pts               |
| 5e                    | Ján Svorada           | Tchéquie              | Lampre-Daikin         | 136 pts               |

| Classement de la montagne | Classement de la montagne | Classement de la montagne | Classement de la montagne | Classement de la montagne |
| Coureur                   | Coureur                   | Pays                      | Équipe                    | Points                    |
| ------------------------- | ------------------------- | ------------------------- | ------------------------- | ------------------------- |
| 1er                       | Laurent Jalabert          | France                    | CSC-Tiscali               | 262 pts                   |
| 2e                        | Mario Aerts               | Belgique                  | Lotto-Adecco              | 178 pts                   |
| 3e                        | Santiago Botero           | Colombie                  | Kelme-Costa Blanca        | 162 pts                   |
| 4e                        | Lance Armstrong           | États-Unis                | US Postal Service         | DQ                        |
| 5e                        | Axel Merckx               | Belgique                  | Domo-Farm Frites          | 121 pts                   |

| Classement de la montagne | Classement de la montagne | Classement de la montagne | Classement de la montagne | Classement de la montagne |
| Coureur                   | Coureur                   | Pays                      | Équipe                    | Points                    |
| ------------------------- | ------------------------- | ------------------------- | ------------------------- | ------------------------- |
| 1er                       | Laurent Jalabert          | France                    | CSC-Tiscali               | 262 pts                   |
| 2e                        | Mario Aerts               | Belgique                  | Lotto-Adecco              | 178 pts                   |
| 3e                        | Santiago Botero           | Colombie                  | Kelme-Costa Blanca        | 162 pts                   |
| 4e                        | Lance Armstrong           | États-Unis                | US Postal Service         | DQ                        |
| 5e                        | Axel Merckx               | Belgique                  | Domo-Farm Frites          | 121 pts                   |

| Classement du meilleur jeune | Classement du meilleur jeune | Classement du meilleur jeune | Classement du meilleur jeune | Classement du meilleur jeune |
| Coureur                      | Coureur                      | Pays                         | Équipe                       | Temps                        |
| ---------------------------- | ---------------------------- | ---------------------------- | ---------------------------- | ---------------------------- |
| 1er                          | Ivan Basso                   | Italie                       | Fassa Bortolo                | 78 h 53 min 43 s             |
| 2e                           | Nicolas Vogondy              | France                       | Fdjeux.com                   | + 13 min 26 s                |
| 3e                           | Christophe Brandt            | Belgique                     | Lotto-Adecco                 | + 48 min 32 s                |
| 4e                           | Sylvain Chavanel             | France                       | Bonjour                      | + 50 min 08 s                |
| 5e                           | Isidro Nozal                 | Espagne                      | ONCE-Eroski                  | + 54 min 09 s                |

| Classement du meilleur jeune | Classement du meilleur jeune | Classement du meilleur jeune | Classement du meilleur jeune | Classement du meilleur jeune |
| Coureur                      | Coureur                      | Pays                         | Équipe                       | Temps                        |
| ---------------------------- | ---------------------------- | ---------------------------- | ---------------------------- | ---------------------------- |
| 1er                          | Ivan Basso                   | Italie                       | Fassa Bortolo                | 78 h 53 min 43 s             |
| 2e                           | Nicolas Vogondy              | France                       | Fdjeux.com                   | + 13 min 26 s                |
| 3e                           | Christophe Brandt            | Belgique                     | Lotto-Adecco                 | + 48 min 32 s                |
| 4e                           | Sylvain Chavanel             | France                       | Bonjour                      | + 50 min 08 s                |
| 5e                           | Isidro Nozal                 | Espagne                      | ONCE-Eroski                  | + 54 min 09 s                |

| Classement par équipes | Classement par équipes          | Classement par équipes | Classement par équipes |
| Équipe                 | Équipe                          | Pays                   | Temps                  |
| ---------------------- | ------------------------------- | ---------------------- | ---------------------- |
| 1re                    | ONCE-Eroski                     | Espagne                | 236 h 03 min 53 s      |
| 2e                     | US Postal Service               | États-Unis             | + 22 min 49 s          |
| 3e                     | CSC-Tiscali                     | Danemark               | + 30 min 17 s          |
| 4e                     | iBanesto.com                    | Espagne                | + 34 min 06 s          |
| 5e                     | Cofidis-Le Crédit par Téléphone | France                 | + 36 min 19 s          |

| Classement par équipes | Classement par équipes          | Classement par équipes | Classement par équipes |
| Équipe                 | Équipe                          | Pays                   | Temps                  |
| ---------------------- | ------------------------------- | ---------------------- | ---------------------- |
| 1re                    | ONCE-Eroski                     | Espagne                | 236 h 03 min 53 s      |
| 2e                     | US Postal Service               | États-Unis             | + 22 min 49 s          |
| 3e                     | CSC-Tiscali                     | Danemark               | + 30 min 17 s          |
| 4e                     | iBanesto.com                    | Espagne                | + 34 min 06 s          |
| 5e                     | Cofidis-Le Crédit par Téléphone | France                 | + 36 min 19 s          |